# Lybius torquatus
Lybius torquatus е вид птица от семейство Lybiidae.

## Разпространение
Видът е разпространен в Ангола, Ботсвана, Бурунди, Замбия, Зимбабве, Демократична република Конго, Кения, Малави, Мозамбик, Намибия, Руанда, Свазиленд, Танзания, Уганда и Южна Африка.